# 30092 Menke
30092 Menke este o planetă minoră (asteroid), cu un diametru de 5,742 km, din centura de asteroizi. A fost descoperită pe 11 martie 2000 la Stația Anderson Mesa de Lowell Observatory Near-Earth-Object Search. 
Obiectul prezintă o orbită caracterizată de o semiaxă mare de 2,3936546 UAi, o excentricitate de 0,1337488, o înclinație de 3,56614 ° în raport cu ecliptica.